# Златни цвикер
„Златни цвикер” (енгл. The Adventure of the Golden Pince-Nez) је једна од 56 приповедака о Шерлоку Холмсу које је написао Артур Конан Дојл и десета је прича у збирки кратких прича Повратак Шерлока Холмса. Објављена је у британском часопису The Strand Magazine у јулу 1904, као и у америчком часопису Collier's у октобру исте године.

## Радња
Једне новембарске ноћи, инспектор Стенли Хопкинс посећује Шерлока Холмса у Улици Бејкер 221б како би разговарао о насилној смрти Вилоубија Смита, секретара остарелог инвалидног професора Корама. Корам је пре тога отпустио своја претходна два секретара. Убиство се догодило у близини Чатама, професоровим ножем за писма као оружјем. Хопкинс не може да разоткрије мотив за убиство, будући да Смит није имао непријатеље или проблеме у својој прошлости. Смита је пронашла Корамова собарица, која је известила да су његове последње речи биле: „Професоре; то је била она.”
Собарица је даље рекла Хопкинсу да је пре убиства чула Смита како излази из своје собе и одлази у радну собу; качила је завесе и није га видела, само је препознала његов брз корак. Професор је у то време био у кревету. Минут касније, из радне собе се зачуо промукли врисак, а собарица је, накратко оклевајући, прегледала собу и пронашла Смита мртвог. Она касније говори Холмсу да је Смит изашао у шетњу недуго пре убиства.
Једини начин на који је убица могао да уђе био је кроз задња врата након што би прошао стазом са пута, а Хопкинс проналази неке нејасне трагове стопала како трче поред стазе, при чему је убица очигледно желео да не остави траг. Хопкинс није могао да утврди да ли трагови долазе или одлазе, као ни да ли су направљени великим или малим стопалима.
Професорова радна соба садржи радни сто, са кога наизглед ништа није украдено. Његове фиоке су остављене отворене, што је било и нормално, а креденац у средини је био закључан. Професор је задржао кључ.
У руци Вилоубија Смита пронађен је једини доказ: златни цвикер. Холмс га испитује и само на основу њега изводи следеће детаље о убици:
- То је била жена;
- Добро је васпитана;
- Облачи се као дама;
- Префињена је особа;
- Има дебео нос;
- Очи су јој близу једно другог;
- Има наборано чело, поглед који пиљи и вероватно заобљена рамена;
- Била је код оптичара најмање два пута у последњих неколико месеци.

Холмс, доктор Вотсон и Хопкинс иду у професорову кућу следећег јутра, а Холмс пажљиво испитује то место. У радној соби он примећује недавну огреботину на столу и разлоге зашто је убица намеравао да приступи његовом садржају. Смит је убијен пошто је његово присуство ометало провалу. Нико није видео да убица одлази, нити је неко чуо отварање врата. Холмс напомиње да су оба ходника, онај који води од стражњих врата и онај који води до професорове спаваће собе, приближно исте дужине и обложени простиркама.
Холмс испитује професора у његовој спаваћој соби, пушећи много египатских цигарета и бацајући пепео по поду. Професор тврди да не зна апсолутно ништа у вези убиства и наговештава да би Смитова смрт могла бити самоубиство. Холмс пита за закључани креденац, а професор му предаје кључ. Холмс прегледа кључ и одмах га враћа, остављајући креденац запечаћеним.
Вотсон пита Холмса да ли има неке трагове, а Холмс му каже да би пепео од цигарета могао открити истину. Холмс упознаје домаћицу у башти и наизглед неважно разговара о професоровим навикама у исхрани; испоставља се да је данас много јео. Поподне, тројица мушкараца се враћају у професорову собу, а Холмс намерно баца цигарету као изговор да боље погледа под. Холмсова сумња је потврђена – у пепелу су отисци стопала. У том тренутку, убица, који се појављује тачно онако како је Холмс закључио, излази из скровишта крај полице за књиге.
Догађаји су се одвили овако: жена је дошла у тајности у професорову кућу како би узела нека документа, користећи дупликат кључа који је добила од једног од бивших секретара. Изненадио ју је Смит, кога је напала предметом који јој се нашао при руци, ножем за писма; није намеравала да га убије. Изгубила је цвикер у борби, након чега је побегла и не видећи јасно, скренула погрешним ходником и завршила је у професоровој соби. Иако се изненадио, он ју је сакрио. Она је, у ствари, професорова отуђена супруга Ана, и обоје су Руси. Годинама раније, њих двоје су били у вези са нихилистима; њу и њеног ненасилног пријатеља нихилисту професор је издао како би се извукао. Пошто је завршила затворску казну у Сибиру, Ана је дошла у потрагу за доказима који би ослободили њеног пријатеља.
Ана је упознала Смита док је он шетао, што објашњава Смитове последње речи. Професоров повећан апетит се, наравно, објашњава тиме што је морао да нахрани другу, скривену особу. Убрзо након коначног открића, Ана умире од отрова који је узела док се крила. Њена последња жеља је да Холмс достави документе руској амбасади, што он уредно испуњава.

## Историја објављивања
Приповетка је објављена у британском часопису The Strand Magazine у јулу 1904, као и у америчком часопису Collier's 29. октобра исте године. Прича је објављена са шест илустрација Фредерика Дора Стила у часопису Collier's и са осам илустрација Сиднеја Паџета у часопису The Strand Magazine. Уврштена је у збирку кратких прича Повратак Шерлока Холмса, која је објављена у САД у фебруару 1905. и у Уједињеном Краљевству у марту исте године.

## Адаптације

### Филм и телевизија
Кратки неми филм адаптиран по причи објављен је 1922. године, као део филмског серијала са Еје Норвудом у улози Шерлока Холмса. Поред њега су се појавили Хјуберт Вилис као Вотсон, Теди Арундел као инспектор Хопкинс, Норма Вејли као Ана Корам и Сесил Мортон Јорк као професор Корам.
Епизода серије Авантуре Шерлока Холмса са Џеремијем Бретом у главној улози, мало се разликује. Брадати члан Руског братства вреба у башти и дели коначну правду над злобним професором. Анин кључ је био њен оригинал. Др Вотсона замењује брат Шерлока Холмса, Мајкрофт Холмс, због недоступности Едварда Хардвика за епизоду и, уместо да Шерлок Холмс испусти пепео од цигарета на под, Мајкрофт разбацује бурмут. Током Мајкрофтове истраге на месту злочина са инспектором Хопкинсом, Шерлок промрмља нешто о иронији да је њихов отац дао своју лупу Мајкрофту који је одувек био приказан као лењ и летаргичан. Такође, Мајкрофт примећује да им је отац увек говорио, „елиминишите немогуће, а шта год да остане, колико год невероватно, мора бити истина”. Затим додаје: „Заборављам његове тачне речи, али ово је довољно близу.”

### Радио
Радио-адаптација ове приче, коју је драматизовала Едит Мејзер, емитована је 1. јуна 1931. као део америчке радио-серије Авантуре Шерлока Холмса, са Ричардом Гордоном у улози Шерлока Холмса и Лијем Ловелом као др Вотсоном.
Мејзерова је такође адаптирала ову причу као епизоду америчке радио-серије Нове авантуре Шерлока Холмса, са Бејзилом Ратбоном као Холмсом и Најџелом Брусом као Вотсоном, која је емитована 12. фебруара 1940. године. Још једна епизода у истој серији адаптирана је према причи Макса Ерлиха и емитована у априлу 1949. (са Џоном Стенлијем као Холмс и Венделом Холмсом као Вотсоном).
Џон Гилгуд је играо Холмса, а Ралф Ричардсон је глумио Вотсона у радио-адаптацији која је емитована на NBC радију у априлу 1955. године. У овој радио-адаптацији (познатој и као „Случај Јоксли [или Јатсли]”), Ана се убија пиштољем, а не отровом.
Мајкл Хардвик је драматизовао причу као радио адаптацију за BBC Light програм, као део радио-серије из 1952–1969. у којој је Карлтон Хобс глумио Холмса, Норман Шели је тумачио Вотсона, са Андреасом Маландриносом у улози професора Корама. Адаптација је емитована у августу 1962. године.
Приповетка је драматизована за BBC Radio 4 током 1993. године од стране Питера Линга као део радио-серије из 1989–1998. у којој су глумили Клајв Мерисон као Холмс, Мајкл Вилијамс као Вотсон, Морис Денам као професор Корам и Морин О'Брајен као госпођа. На крају, док је у притвору, Ана скаче испред воза, а Холмс примећује да тако умире Ана Карењина.
Прича је 2010. адаптирана као епизода Класичних авантура Шерлока Холмса, серијала у америчкој радио-емисији Imagination Theatre, у којој су глумили Џон Патрик Лоури као Холмс и Лоренс Алберт као Вотсон.